# 茶帯

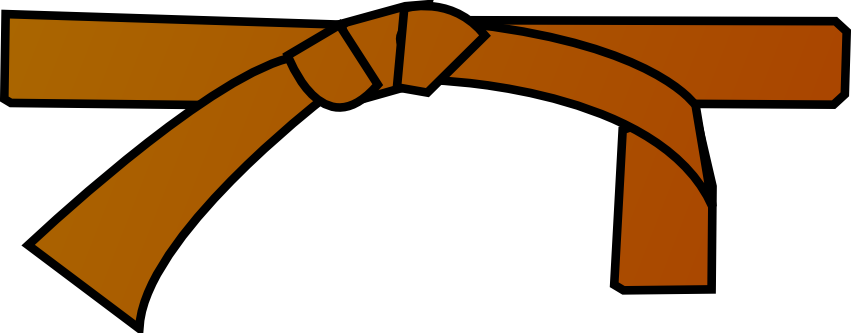
柔道における茶帯のイラスト

茶帯（ちゃおび）とは、柔道・空手・合気道などの武道で用いられる帯のひとつ。入門時の白帯と有段者用の黒帯の間に位置する帯で、主に三級から一級までの者が用いる（ただし、流派・団体の規定により異なる場合もある）。また、柔道の少年部においては、最高位の一級にこの帯が与えられる。
柔道の創始者である嘉納治五郎が、白色の道着に映える色として目立つ黒を有段者を表す色として採用したのが始まりであり、茶という色はその成長過程を表すものという。
通常、これらの武道を修行する者は自らの段級位に適した帯を使用しなければならないが、柔道においては茶帯を省略して昇段するまで白帯で通す場合が多い。